# Distrikt Ocobamba (La Convención)
Der Distrikt Ocobamba liegt in der Provinz La Convención der Region Cusco in Südzentral-Peru. Der Distrikt wurde am 2. Januar 1857 gegründet. Er hat eine Fläche von 863 km². Beim Zensus 2017 lebten 4932 Einwohner im Distrikt. Im Jahr 1993 lag die Einwohnerzahl bei 5825, im Jahr 2007 bei 6281. Die Distriktverwaltung befindet sich in der 1543 m hoch gelegenen Ortschaft Kelcaybamba (Kquelccaybamba) mit 276 Einwohnern (Stand 2017).

## Geographische Lage
Der Distrikt Ocobamba liegt im Südosten der Provinz La Convención, 90 km nordwestlich der Regionshauptstadt Cusco. Der Distrikt befindet sich in der peruanischen Ostkordillere. Er umfasst das Einzugsgebiet des Río Ocobamba, ein linker Nebenfluss des Río Yanatile.
Der Distrikt Ocobamba grenzt im Norden an den Distrikt Quellouno, im Osten an die Distrikte Yanatile und Lares (beide in der Provinz Calca), im Süden an den Distrikt Ollantaytambo (Provinz Urubamba), im Südwesten an den Distrikt Huayopata sowie im Westen an die Distrikte Maranura und Echarati.